# Анастас Примовски
Анастас Николов Примовски е български юрист, етнограф, фолклорист и белетрист. Използва псевдоним Тасо Примо.

## Биография
Роден в Устово, днес квартал на Смолян. Завършва средно образование в София, а по-късно Юридическия факултет на Софийския университет „Климент Охридски“. Работи като съдебен кандидат в София и Кърджали, а после като адвокат в Кърджали, Гюмюрджина, Устово и Пловдив. От 1949 г. работи в Етнографския институт и музей към БАН, където през 1973 г. става професор. Ръководител на секция за материална култура в института. През 30-те години сътрудничи на вестниците „Ехо“, „Поглед“, „Пладне“, „Щит“, „Заря“ и др. В специализирани издания публикува и текстове по проблемите на етнографията и фолклористиката. Биографскяи указател под заглавие „Анастас Примовски“ е издаден през 1989 г. от смолянската библиотека „Николай Вранчев“. Умира на 8 май 1999 г. в София.

### Произведения
- Родопски книжовници, 1934
- Ахряне, разкази, 1936
- Под родопското небе, разкази, 1938
- Д-р Никола Чилев, 1938
- Българите-мохамедани в нашата народностна общност, 1940
- Родопа в нашата литература, 1947
- Ела се вие, превива, родопски народни песни, 1952
- Медникарството в Родопската област. Стопанско-етнографска студия, 1955
- Камиларството в Беломорска Тракия. Стопанско-етнографска студия, 1960
- Бит и култура на родопските българи. Материална култура, СбНУ, кн. LIV, София, 1973

### Компилации
- Българско народно творчество (том 8 – трудово-поминъчни песни). Подбор и редакция
- Родопски народни песни. Съставител и редактор заедно с Никола Примовски